# 촉매순환

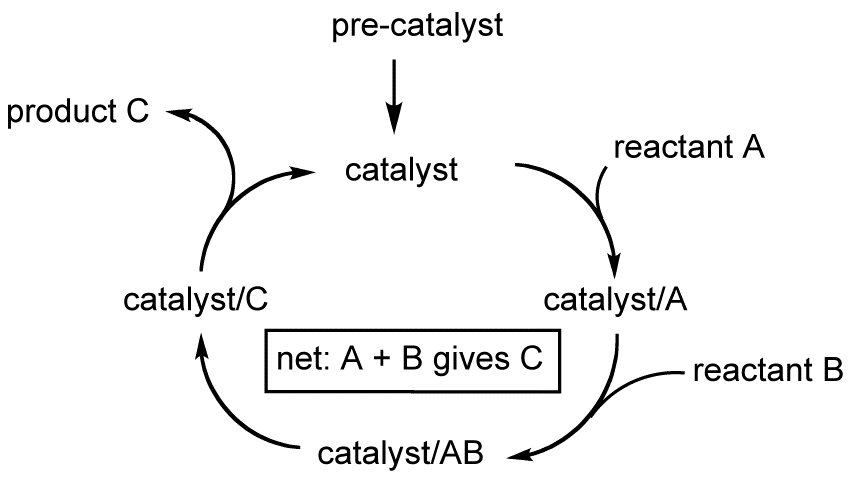

촉매순환(觸媒循環, 영어: catalytic cycle) 또는 촉매회로(觸媒回路)는 화학에서 촉매가 개입하여 일어나는 다단계 반응을 가리키는 용어이다. 촉매순환은 생화학, 유기금속화학, 재료과학 등에서 중요한 역할을 수행한다. 촉매는 반응이 일어나도 줄어들지 않으므로 촉매순환은 하나의 고리를 따라 반복되는 화학반응의 형태로 서술된다. 몬산토 과정, 와커 과정, 헤크 과정, CNO 순환, 요소 회로 등이 촉매순환의 예이다.